# Preben Kristensen
 For alternative betydninger, se Preben Kristensen (flertydig). (Se også artikler, som begynder med Preben Kristensen)
Preben Kristensen (født 14. marts 1953 i Skive) er en dansk skuespiller og entertainer. Han er særlig kendt for sit samarbejde med Thomas Eje og Anders Bircow i ensemblet Linie 3.

## Karriere
Kristensen er student fra Skive Gymnasium i 1973 og uddannet skuespiller fra Skuespillerskolen ved Aarhus Teater i 1978 og var ansat på teatret frem til 1983.
Sit store gennembrud som karakterskuespiller fik han på Rialto Teatret i 1983 med forestillingen Det var en lørdag aften. Siden har han arbejdet freelance på forskellige teatre i København med roller fra det dramatiske teater over musical til lystspil og revy. Han har spillet hovedroller i flere musicals, bl.a. West Side Story i 1979, How to Succeed in Business Without Really Trying i 1982, Little Shop of Horrors i 1984, La Cage aux Folles i 1996 The Phantom of the Opera i 2001 i Beauty and the Beast 2006 Mel Brooks' The Producers i 2006 og Mød mig på Cassiopeia 2008 og 2009.
Af væsentlige roller kan nævnes: Ken i Det er vel mit liv (eng. Whose Life Is It Anyway?) (1998); George i Hvem er bange for Virginia Woolf? (2003); Phantomet i Det ny teaters opsætning af The Phantom of the Opera 2001 og 2009; Leopold i "Sommer i Tyrol 2005 (forestillingen fik en Reumert samme år); Kong Claudius i Gladsaxe Ny Teaters udgave af Shakespeares Hamlet 2008; "Sweeney" i Stephen Sondheims Sweeney Todd på Odense Teater 2009 og debuten på Det Kongelige Teater i 2010 som Pjotr Sorin i Tjekhov's "Mågen"
Allerede på skuespillerskolen mødte han Anders Bircow og Thomas Eje. De optrådte sammen på Jacob's Bar BQ i Aarhus og fik i 1979 et stort gennembrud som Linie 3 i TV i Teltet. Gennem 25 år har trioen Linie 3 optrådt med musikalske shows indeholdende parodier af kendte, bl.a. Dronning Margrethe. På tv har Preben Kristensen bl.a. medvirket i Bryggeren, Charlot og Charlotte, Forbrydelsen 2 og Borgen 3. Preben Kristensen har lagt sang- og talestemme til utallige tegnefilm.

## Hæder
- 1992: Teaterpokalen
- 2003: ridder af Dannebrog i 2003[2]
- 2005: Bikubens hæderspris
- 2019: Lauritzen-prisen[3]
- 2022: Teaterflisen[4]

## Privatliv
Siden 2005 har han været i registreret partnerskab med Søren Hedegaard.

## Filmografi
| År   | Titel                               | Rolle                  |
| ---- | ----------------------------------- | ---------------------- |
| 1985 | Walter og Carlo - op på fars hat    | Destinationschef       |
| 1986 | Walter og Carlo - yes, det er far   | Isenkræmmer Georg      |
| 1987 | Peter von Scholten                  | Heilbut                |
| 1987 | Kampen om den røde ko               | Bankbestyrer Madsen    |
| 1990 | Manden der ville være skyldig       | TV-vært                |
| 1991 | Krummerne                           | dansklærer             |
| 1994 | Vildbassen                          | Rosenfeldt Christensen |
| 2006 | Sprængfarlig bombe                  | Rolf                   |
| 2010 | Min søsters børn vælter Nordjylland | Borgmesteren           |
| 2014 | Krummerne - alt på spil             | Skoleleder             |
| 2018 | Månebrand                           | Manfred                |
| 2019 | Dronningen                          | Erik                   |

| År    | Titel                     | Rolle                  | Note(r)           |
| ----- | ------------------------- | ---------------------- | ----------------- |
| 1992  | Skibet i Skilteskoven     | Kogle                  | tv-julekalender   |
| 1993  | Tre ludere og en lommetyv | Bent Petersen, betjent |                   |
| 1996  | Charlot og Charlotte      | Poul Teddy             |                   |
| 1996  | Bryggeren                 | Emil Christian Hansen  | 3 afsnit          |
| 2008  | Brødrene Mortensens Jul   | "Cigaren", bibliotekar | tv-julekalender   |
| 2009  | Forbrydelsen II           | Carsten Plough         | 10 afsnit         |
| 2013  | Borgen                    | Mogens Winther         | Sæson 3, 4 afsnit |
| 2017  | Badehotellet              | Sophus Poulsen         | Sæson 4           |
| 2018– | Sygeplejeskolen           | Hospitalsinspektøren   |                   |

| År   | Titel                             | Rolle           |
| ---- | --------------------------------- | --------------- |
| 1986 | Valhalla                          | Loke            |
| 1989 | Asterix: Operation Bautasten      | Trubadurix      |
| 1989 | Rejsen til Melonia                | William         |
| 1991 | Skønheden og udyret               | Lumiere         |
| 1992 | Aladdin                           | Genie           |
| 1994 | Jafar vender tilbage              | Genie           |
| 1994 | Svaneprinsessen                   | Jean-Bob        |
| 1994 | Tommelise                         | Billen          |
| 1995 | Toy Story                         | Woody           |
| 1999 | Toy Story 2                       | Woody           |
| 1999 | Stuart Little                     | Stuart Little   |
| 2002 | Stuart Little 2                   | Stuart Little   |
| 2004 | Det levende slot                  | Calcifer        |
| 2005 | Stuart Little 3: Call of the Wild | Stuart Little   |
| 2005 | Sandheden om Rødhætte             | Boingo          |
| 2006 | Happy Feet                        | Ramon           |
| 2006 | Charlottes tryllespind            | Rotten Gravesen |
| 2007 | The Simpsons Movie                | Tom Hanks       |
| 2010 | Toy Story 3                       | Woody           |
| 2010 | Sammys store eventyr              | Rumle           |
| 2011 | Happy Feet 2                      | Ramon           |
| 2011 | Ronal Barbaren                    | Master Florian  |
| 2019 | Toy Story 4                       | Woody           |